# Chlorida festiva
Chlorida festiva – gatunek chrząszcza z rodziny kózkowatych. 

## Zasięg występowania
Występuje w Ameryce Środkowej i Południowej.

## Budowa ciała
Osiąga maksymalnie 23,5 mm długości ciała. Po bokach przedplecza oraz na końcach pokryw spiczasto zakończone ostrogi. Głowa żółta, przedplecze zielone z podłużnymi, żółtymi pasami, pokrywy również zielone z żółtym obrzeżeniem. Nogi żółte bądź czerwone. 

## Biologia i ekologia

### Tryb życia i biotop
Imago aktywne przez cały rok. Spotykany  w równikowych lasach deszczowych.

### Odżywianie
Larwy ksylofagiczne, gatunki żywicielskie nie są znane.